# Casanova & Company
Casanova & Company è un film del 1977, diretto da Franz Antel col nome François Legrand, interpretato da Tony Curtis.

## Trama
Mentre Giacomo Casanova si trova imprigionato nel carcere dei Piombi, il suo sosia, Giacomino, un piccolo truffatore, spacciandosi per lui incontra molte dame dell'aristocrazia veneziana e ottiene molti favori nella società della Repubblica di Venezia. Un giorno a Venezia giungono il califfo di Shiraz accompagnato dalla moglie per firmare un contratto importante, e lei – dominatrice sul remissivo marito – venuta a conoscenza delle "gesta" di Casanova, obbliga il consorte a non firmare il documento finché non avrà trascorso una notte con il leggendario amante.
Giacomo Casanova, una volta uscito dal carcere, viene ancora inseguito dalle autorità non sapendo che in sua vece aveva agito il suo sosia. Quando incontra Giacomino, anch'esso in fuga, si accorge che il suo organismo è debilitato a causa della lunga permanenza nella prigione, e lo prega di sostituirlo nell'incontro con la califfa, insegnandogli tutte le sottigliezze amorose. Alla fine tutto va come previsto: il contratto sarà firmato, e Giacomo Casanova viene acclamato dalla gente.

## Distribuzione
Il film venne distribuito con i seguenti titoli:
- Casanova – sänkykamarivaras (Finlandia)
- Enas trellos, poly trellos Kazanovas (Grecia)
- Hilfe, ich bin eine männliche Jungfrau (Germania ovest);
- 13 femmes pour Casanova (Francia);
- The Rise and Rise of Casanova (Regno Unito);
- Some Like It Cool (Stati Uniti), rieditato col titolo Sex on the Run e, per il mercato home video, in The Amorous Mis-Adventures of Casanova

La versione iniziale in lingua inglese per l'esportazione fu preparata con il titolo Casanova & Company e durava 100 minuti. Quando uscì nei cinema statunitensi, distribuita dalla PRO International con i titoli Some Like it Cool e Sex on the Run, furono apportate alcune rifiniture: venne aggiunto un breve prologo che descriveva l'attuale Las Vegas Strip con un narratore che paragonava gli eventi della storia imminente al gioco d'azzardo ad alto rischio, e i titoli di coda furono modificati per mostrare solo il titolo e i nomi delle star principali all'inizio, con il resto della precedente sequenza dei titoli posizionato alla fine, inserito tra i riquadri dei titoli di coda.
Questa versione fu in seguito pubblicata in videocassetta dalla Vestron Video (sotto la loro sottoetichetta di breve durata "Wanderlust Video") e ripubblicata negli anni '90 dalla Monterey. Quando il film fu ripubblicato in DVD nel 2004 con il titolo The Amorous Mis-Adventures of Casanova, l'introduzione su Las Vegas fu rimossa; al suo posto venne inserito un nuovo titolo video-masterizzato all'inizio (con una nuova riga di copyright in fondo al fotogramma) e la musica di uscita fu omessa, accorciando ulteriormente la durata.
In Italia il film ebbe il visto di censura n. 69.835 del 24 febbraio 1977 per una lunghezza di 2.842 metri e venne distribuito col divieto ai minori di 18 anni dopo un ricorso, il 27 maggio 1977. La seconda edizione, presentata per i passaggi televisivi il 23 luglio 1986, non ebbe la riduzione del divieto. La terza edizione, presentata il 1º giugno 1987 con diversi tagli e la lunghezza di 2714 metri, ottenne la riduzione del divieto ai minori di 14 anni.